# 佐藤絵子
佐藤 絵子（さとう えこ、1968年1月 - ）は、日本のエッセイスト。

## 来歴
フランス・パリ出身。日本とフランスの国籍をもち、父は日本人、母はフランス人。18歳の時に来日し、26歳まで東京で過ごす。その後渡仏し、現在パリ在住。1997年には「誰も見た事のない」をキャッチフレーズに、日仏雑誌「minimix」を創刊。編集長として日本とフランスの文化や流行、生活を独自の視点でキヤッチし、新時代における日仏コミュニケーションの場を生み出す。元編集長。雑誌「装苑」「流行通信」「ELLE　JAPON　ON　LINE」やフランスの雑誌でも活躍。パリと東京でコンテンポラリーアートの個展やコンサートなどを主催。現在は、『エル・ジャポン』のインターナショナルエディター。

## 著書
- 「フランス人の贅沢な節約生活」(祥伝社)2000年
- 「フランス人の贅沢な恋愛生活」 (祥伝社)2001年
- 「お金をかけずに贅沢なフランス人の美容生活」(祥伝社)2002年
- 「フランス人の手づくり恋愛生活」(祥伝社黄金文庫)2003年
- 「フランス人の心地よいインテリア生活」(祥伝社)2004年
- 「フランス人の気持ちいい美容生活」(祥伝社黄金文庫)2004年
- 「パリのいちばん」(パイインターナショナル)2011年